# Policlinico Agostino Gemelli
La Fondazione Policlinico Universitario Agostino Gemelli IRCCS - Università Cattolica del Sacro Cuore è un policlinico universitario privato di Roma situato nel quartiere Trionfale, nella zona urbanistica Medaglie d'Oro. Progettato da Giuseppe Cigni e Gaetano Minnucci, è sede della facoltà di Medicina e Chirurgia dell'Università Cattolica del Sacro Cuore.
Collegato alla suddetta facoltà, prende il nome dallo psicologo e medico francescano Agostino Gemelli, che fondò nel 1921 l'Università Cattolica e con i suoi 1611 posti letto, è uno dei più grandi ospedali d'Italia ed uno dei più grandi ospedali privati d'Europa.
Nel 2024, nella classifica annuale del magazine Usa Newsweek, è risultato il migliore ospedale italiano per il quarto anno consecutivo.
Opera nell'ambito del Sistema Sanitario Nazionale italiano, oltre ad erogare prestazioni in regime di attività privata, con le sue funzioni che non si limitano alle attività di tipo ospedaliero, ma comprendono anche la ricerca scientifica in campo medico-biologico, l'insegnamento delle discipline mediche e infermieristiche, la formazione permanente del personale sanitario.

## Storia
Il Policlinico sorge sulle pendici di Monte Mario, nel quartiere Trionfale, su un terreno donato nel 1934 da papa Pio XI all'Istituto Giuseppe Toniolo di Studi Superiori, ente fondatore e garante dell'Università Cattolica. Il Policlinico fu progettato dall'architetto Gaetano Minnucci.

## Descrizione

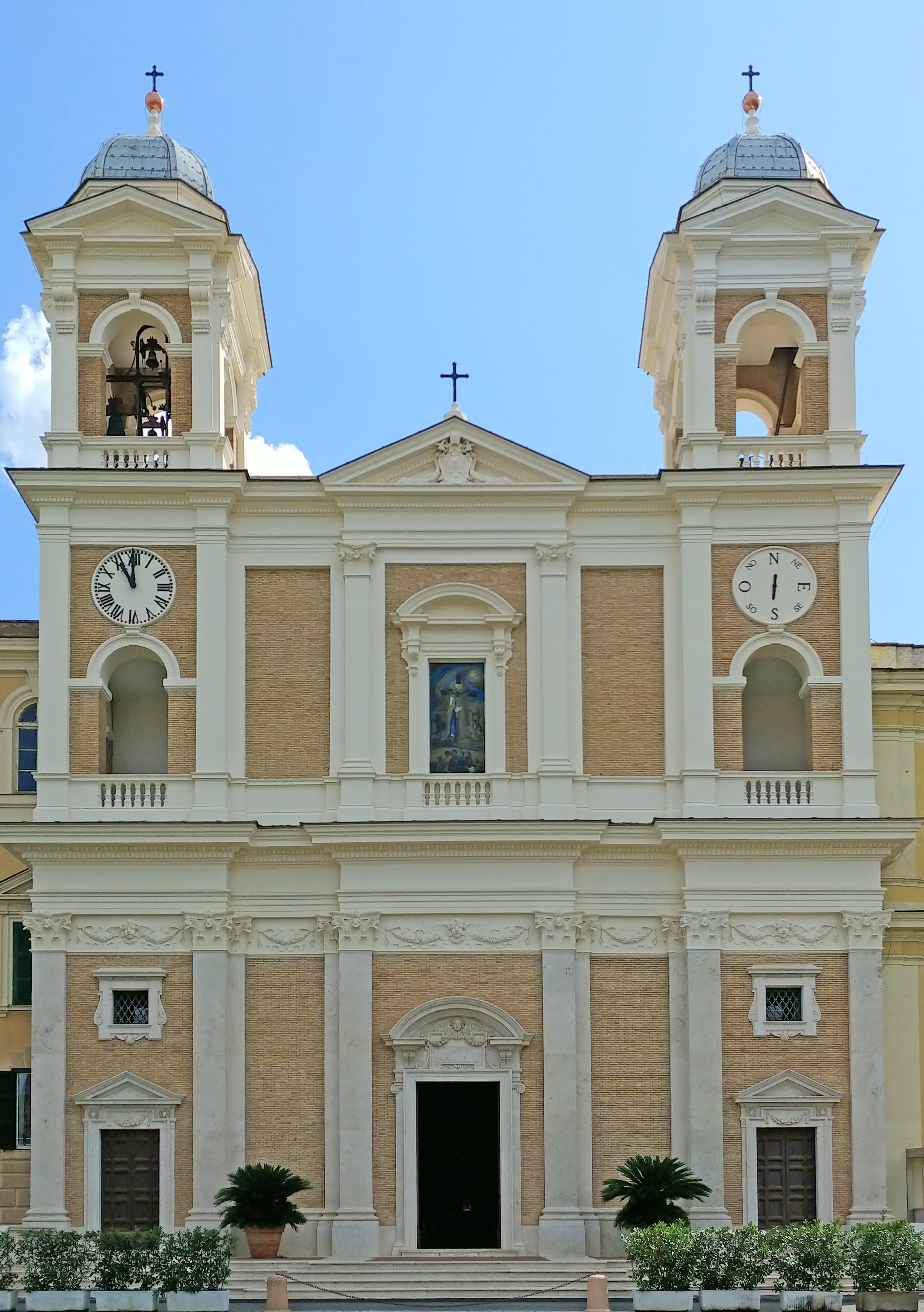
La facciata della chiesa centrale, dedicata al Sacro Cuore di Gesù

Si estende su 37 ettari contigui al parco regionale urbano del Pineto, che ospitano anche i laboratori e una chiesa.
Il Policlinico è costituito da tre complessi sanitari principali: il Complesso Policlinico (con diciotto edifici di varie dimensioni), il Complesso Polifunzionale e la Piastra Polifunzionale. Nel primo sono ubicati reparti di degenza, ambulatori, laboratori e servizi rivolti ai pazienti ricoverati, ai visitatori quotidiani e al personale. Nel Complesso Polifunzionale, inaugurato nel 1997 ed unito al Complesso Policlinico mediante un ponte aereo coperto, sono ospitati gli ambulatori e i reparti della Clinica delle Malattie Infettive, il Centro di Malattie dell'Invecchiamento (CEMI) ed un centro PET. Nel 2004 è stata inaugurata la Piastra Polifunzionale, in cui sono ospitati in forma centralizzata laboratori di analisi, sale operatorie e il dipartimento d'emergenza e accettazione (D.E.A.) di secondo livello che svolge un'intensa attività avendo affrontato, nel solo 2018, ben 82.076 accessi totali (distribuiti tra i tre Pronto Soccorso: Centrale, Pediatrico e Ostetrico) di cui 2.442 in trasferimento da un altro ospedale.
Nel 2021 l'IRCSS ha completato l'acquisto dell'adiacente Complesso Integrato Columbus, un tempo struttura privata, che la Fondazione gestiva di fatto dal 2015. Dal 1º febbraio ha anche formalizzato il passaggio alle proprie dirette dipendenze di tutto il personale ivi operante. Già da marzo 2020, a seguito della pandemia di COVID-19, su richiesta della Regione Lazio il complesso era stato interamente adibito a ospedale COVID.

### Modello organizzativo ed attività

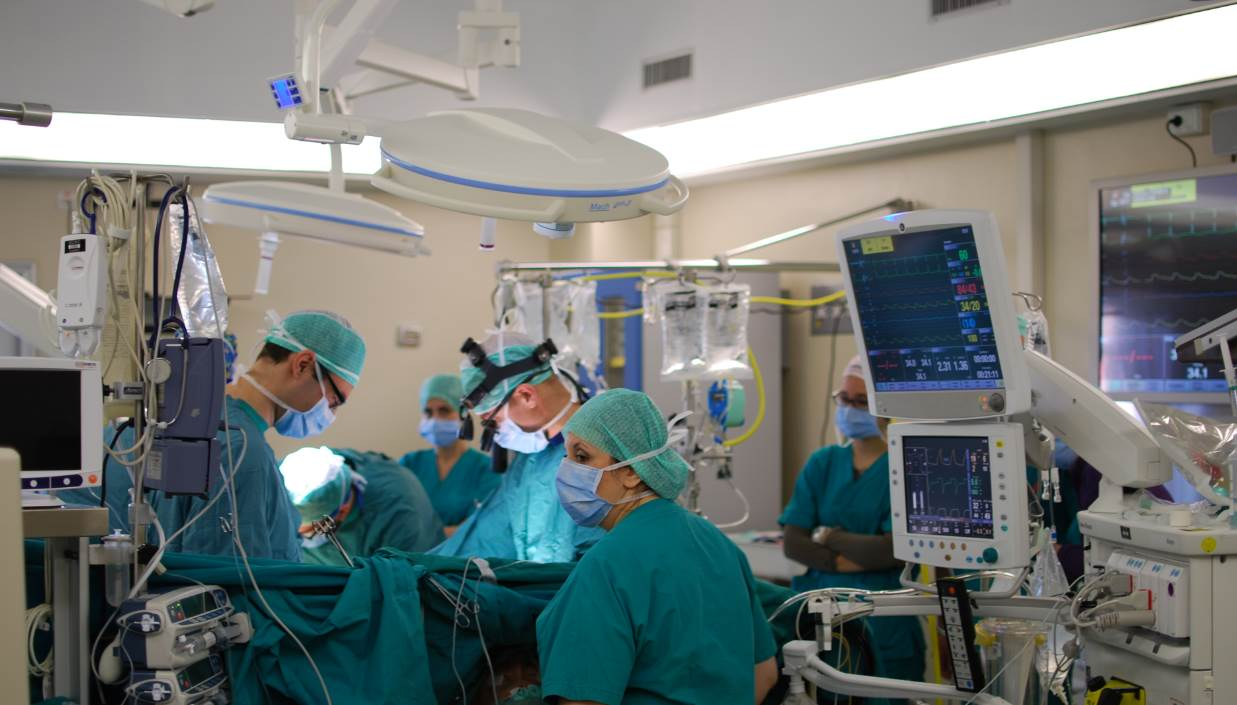
Intervento cardiochirurgico al Policlinico A. Gemelli

L'attività clinica è organizzata in 21 aree raggruppate in 8 "Poli" il cui compito è quello di organizzare l'attività assistenziale, la formazione, l'insegnamento e la ricerca delle 241 Unità, di cui 85 Unità Operative Complesse, 124 Unità Operative Semplici e 35 Unità Operative Semplici di Area, di cui sono responsabili. L'approccio utilizzato per mappare, integrare e valutare l'attività assistenziale di patologie frequenti e critiche è quello dei "percorsi clinici". Al 2018, l'organizzazione dell'attività clinica è la seguente:
- Polo di scienze gastroenterologiche ed endocrino-metaboliche
  - Area gastroenterologia
  - Area chirurgica addominale
  - Area endocrinologia e malattie del metabolismo
- Polo di scienze cardiovascolari e toraciche
  - Area cardiovascolare
  - Area torace
- Polo di scienze della salute della donna e del bambino
  - Area salute della donna
  - Area vita nascente, ostetricia e ginecologia
  - Area salute del bambino
- Polo di scienze dell'invecchiamento, neurologiche, ortopediche e della testa-collo
  - Area invecchiamento, ortopedia e riabilitazione
  - Area testa-collo
  - Area neuroscienze
- Polo di scienze oncologiche ed ematologiche
  - Area radioterapia oncologica
  - Area oncologia medica
  - Area ematologia
- Polo di scienze di Medicina Interna, anestesiologiche, intensivologiche e delle emergenze
  - Area medicina interna e dell'urgenza
  - Area anestesiologia, rianimazione, terapie intensive e terapia del dolore
- Polo di scienze Reumatologiche, dermatologiche, Immuno-allergologiche, urologiche e nefrologiche
  - Area urologia e nefrologia
  - Area reumatologia, allergologia e dermatologia
- Polo di scienze delle immagini, di laboratorio e infettivologiche
  - Area diagnostica di laboratorio e malattie infettive
  - Area diagnostica per immagini

### Tecnologie avanzate ed aree di eccellenza

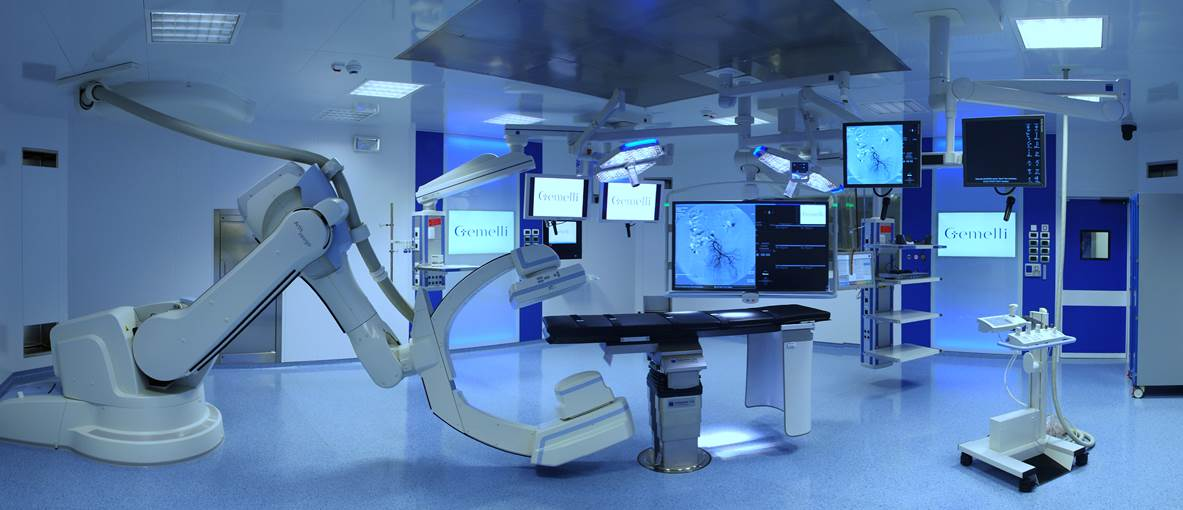
Sala operatoria ibrida per la chirurgia cardiovascolare

Dal 2015, l'ospedale è dotato di una delle sale operatorie ibride più grandi e moderne d'Europa, un centro di Radioterapia oncologica altamente specializzato (Gemelli ART), unico nel suo genere in Italia e il NEMO (NEuroMuscular Omnicenter) Clinical Center, altamente specializzato nella cura dei pazienti affetti da malattie neuromuscolari come la sclerosi laterale amiotrofica le distrofie muscolari. Nel 2017 è stato inaugurato l'IPSE Center (Interactive Patient Simulation Experience), un centro di 1.200 m² alla simulazione medica, chirurgica e diagnostica.

### Medicinema
Nel 2016, in collaborazione con la Onlus MediCinema Italy, l'ospedale ha completato ed inaugurato la sala cinematografica MediCinema, da 130 posti, in grado di accogliere pazienti in sedia a rotelle ed allettati. Si tratta del primo ospedale in Italia ad avere le strutture per la "cinematerapia" disponibili per i propri pazienti ed i loro familiari.

### Collaborazione con Qatar Foundation Endowment
Nel luglio 2017, Qatar Foundation Endowment (QFE) e Fondazione Policlinico Universitario A. Gemelli annunciano la firma di un accordo per la gestione dell’Ospedale Mater Olbia Hospital a Olbia, in Sardegna. Il Mater Olbia Hospital, acquisito da QFE attraverso la piattaforma europea d’investimenti nel maggio 2015, è stato negli anni seguenti oggetto d’ingenti interventi strutturali e tecnologici che ne hanno portato all'apertura definitiva nel gennaio 2019.

### Trial clinici
Al 2025 uno dei pochi centri italiani attrezzati per ospitare i trial clinici internazionali di fase 1 che sono poi determinanti anche per l'acquisizione degli studi clinici delle fasi successive.

## Pazienti celebri

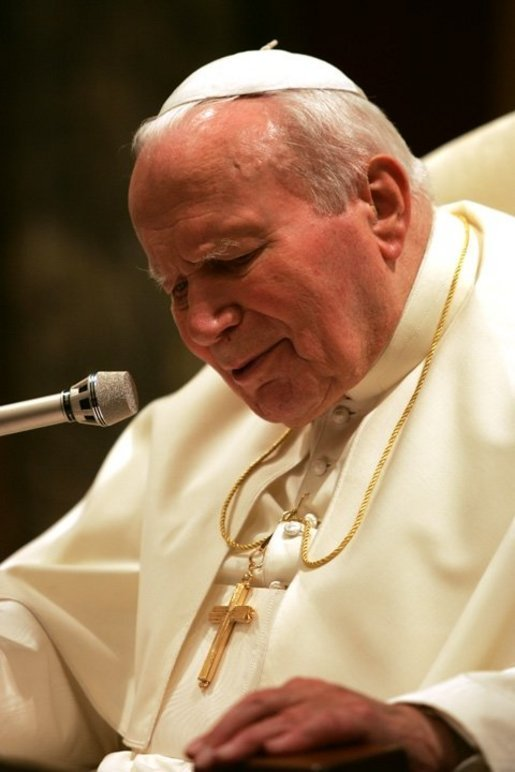
Papa Giovanni Paolo II è stato più volte ricoverato al Policlinico Gemelli

Il Policlinico Gemelli fu al centro dell'attenzione internazionale durante il pontificato di Giovanni Paolo II quando, nel maggio 1981, il papa vi fu operato d'urgenza a seguito dell'attentato perpetrato ai suoi danni da Mehmet Ali Ağca. Nel corso degli anni il pontefice vi fu ricoverato varie altre volte (l'ultima due mesi prima della scomparsa, il 2 aprile 2005): per questa ragione egli soprannominò l'appartamento al decimo piano dove veniva ricoverato: il "Vaticano Terzo" (il secondo corrisponde alla residenza estiva di Castel Gandolfo). Nel giugno 2009 una statua a lui dedicata fu svelata davanti all'ingresso principale dell'ospedale. Altri famosi pazienti sono stati i politici Giulio Andreotti, Walter Veltroni e Francesco Cossiga, il Premio Nobel per la pace Madre Teresa di Calcutta, il fisico teorico Stephen Hawking, il sacerdote Georg Ratzinger, fratello maggiore di Benedetto XVI e, infine, Papa Francesco, ricoverato dal 4 al 14 luglio 2021 per un intervento al colon. Fu ricoverato nel mese di aprile 2023 a seguito di una bronchite respiratoria. Papa Francesco, nel mese di giugno 2023, viene nuovamente ricoverato al policlinico, per un'operazione intestinale, a cui farà seguito una degenza benevola per lo stesso Santo Padre, che lascerà la struttura ospedaliera il 16 giugno 2023. Grande folla, testate giornalistiche e televisive riprendendo la scena di commozione. Il papa afferma: "Sono ancora vivo".
Papa Francesco è stato ricoverato anche nel 2025 a seguito di un'infezione respiratoria. È stato dimesso il 24 marzo 2025, dopo un periodo di degenza iniziato il 14 febbraio.

## Premi e riconoscimenti
Nella World's Best Hospital, classifica annuale dei migliori ospedali del mondo stilata da Newsweek, è risultato il secondo ospedale in Italia e il 44° fra i 2.400 ospedali di 30 Paesi monitorati nell'analisi.

## Collegamenti
|  | È raggiungibile dalla stazione di Gemelli. |

 Capolinea linea autobus ATAC (146) da Battistini (Stazione Metro A)
 Linee autobus ATAC di passaggio (446 - 980 - C6) + ingresso Via Trionfale (907 - 911 - 912 - 913 - 990 - N6)